# The Story of the Willow Pattern
The Story of the Willow Pattern è un cortometraggio muto del 1914. Non si conosce il nome del regista del film prodotto dalla Edison.

## Produzione
Il film fu prodotto dalla Edison Company.

## Distribuzione
Distribuito dalla General Film Company, il film - un cortometraggio in una bobina - uscì nelle sale cinematografiche degli Stati Uniti il 10 febbraio 1914.